# Tricentra obliterata
Tricentra obliterata är en fjärilsart som beskrevs av Louis Beethoven Prout 1936. Tricentra obliterata ingår i släktet Tricentra och familjen mätare. Inga underarter finns listade i Catalogue of Life.